# 冠鱼狗
冠鱼狗（学名：Megaceryle lugubris）为翠鸟科大鱼狗属的鸟类。该物种的模式产地在日本。
冠鱼狗原属于鱼狗属（Ceryle），但按照DNA数据，改分到大鱼狗属。鱼狗属下只剩下斑鱼狗一种。

## 亚种
- 冠鱼狗普通亚种（学名：Megaceryle lugubris guttulata，Stejneger，1892）。在中国大陆，分布于河北、山西、陕西、甘肃、四川、云南、广西、福建、广东、海南等地。该物种的模式产地在中国和印度。[5]
- 冠鱼狗指名亚种（学名：Megaceryle lugubris lugubris，Temminck，1834）。在中国大陆，分布于辽宁等地。该物种的模式产地在日本。[6]
- （Hartert, 1900）[2]
- （Momiyama，1927）[2]